# Barbados National Stadium
Das Barbados National Stadium ist ein Fußballstadion mit Leichtathletikanlage in Saint Michael auf Barbados, etwa 4 km nordöstlich der Hauptstadt Bridgetown. Es wurde 1970 eröffnet. Das Stadion wird für Fußballspiele und Leichtathletikveranstaltungen genutzt. Es hat eine Kapazität von 5000 Zuschauern und verfügt zusätzlich über eine Radrennbahn.
Die FIFA stufte das Stadion 2006 als abbruchreif ein. Erst 2009 konnte die Regierung eine Erneuerung anstreben. 2011 schätzte die barbadische Regierung die Kosten der Renovierung auf 2 Millionen Barbados-Dollar. Es ist bis heute nicht klar, wann die Arbeiten durchgeführt werden können. Ryan Brathwaite, 2009 Weltmeister im 110-Meter-Hürdenlauf, stufte die Situation immer noch als unannehmbar ein.
Es war der einzige Austragungsort der Fußball-Karibikmeisterschaft 2005 und ist das Heimstadion des Notre Dame SC.